# فريدريك دبليو. سيمز
فريدريك دبليو. سيمز (بالإنجليزية: Frederick W. Sims)‏ هو محامي وقاضي وسياسي أمريكي، ولد في 23 يوليو 1862، وتوفي في 8 فبراير 1925. انتخب عضو مجلس ولاية فرجينيا.